# Pathfinder FC
El Pathfinder FC es un equipo de fútbol de Estados Unidos que juega en la USL League Two, la cuarta división nacional.

## Historia
Fue fundado en el año 2013 en Dutchess County, New York como un equipo filial del Beekman Soccer Club llamado BSC Wolves hasta que en 2019 el club se separa y pasa a llamarse FC Malaga City New York, luego de afiliarse con la FC Málaga City Academy de España. Cada año el FC Málaga City New York enviaba a todos los integrantes de su academia a España para entrenar y competir por tres meses, y los entrenadores del equipo tenían certificados de UEFA. El equipo después se afilió con la Pathfinder Academy, con sus jugadores asistiendo a la escuela.
En agosto de 2021 el club rescindió su afiliación española y pasó a llamarse Pathfinder FC.